# چای تلخ
چای تلخ فیلمنامه‌ای جنگی از ناصر تقوایی است. این فیلمنامه بر اساس داستان «شکست‌ناپذیر» از سامرست موآم نوشته شده است.

## فیلم
ساخت فیلم چای تلخ در اوایل دههٔ ۱۳۸۰ در جنوب ایران آغاز شد؛ ولی به زودی متوقّف ماند. بازیگران این فیلم حسین یاری، مرضیه وفامهر، مرتضی احمدی، گلاب آدینه، مهدی احمدی، مهدی ساکی و مسعود ولدبیگی بودند. اما این فیلم در میانه‌ی راه-شصت درصد فیلمبرداری و تدوین هم‌زمان- با مخالفت تهیه‌کننده متوقف شد. 